# Гожик, Пётр Федосеевич
Гожик Петр Федосеевич (21 октября 1937 — 29 декабря 2020) — советский и украинский учёный, академик НАН Украины по специальности: палеонтология и стратиграфия (дата избрания: 06.05.2006), директор Института геологических наук НАН Украины (с 1997 года). Президент Палеонтологического общества НАН Украины, председатель Национального стратиграфического комитета Украины, член Научно-технического совета по исследованиям Антарктики, член Комиссии НАН Украины по проблемам научного наследия академика В. И. Вернадского, председатель секции нефти и газа Комитета по Государственным премиям Украины в области науки и техники, доктор геолого-минералогических наук, заслуженный деятель науки и техники Украины, лауреат Государственной премии УССР (1989) и Украины (2000) в области науки и техники, лауреат премии НАН Украины им. П. А. Тутковского.

## Биография
- 1954 — окончил Гощанскую среднюю школу;
- 1954—1959 — обучение в Черновицком государственном университете;
- 1959 — директор Красновольской восьмилетней школы и средней школы сельской молодежи;
- 1960 — аспирантура Института геологических наук АН УССР;
- 1966 — защита кандидатской диссертации;
- 1992 — защита докторской диссертации;
- 1993 — создание Центра антарктических исследований HAH Украины;
- 1995 — Меморандум о передаче Украине британской антарктической станции «Фарадей» (ныне — «Академик Вернадский»);
- 1996 — первая и вторая украинские комплексные антарктические экспедиции, Государственная программа исследований в Антарктике.

## Научная деятельность
П. Ф. Гожик — признанный специалист ископаемых пресноводных моллюсков из неоген-четвертичных отложений юга Восточной Европы. Им посвящены его многочисленные статьи и четыре монографии. Им описан один новый род, два подрода и 48 видов пресноводных моллюсков.